# Eilema argentea
Eilema argentea là một loài bướm đêm thuộc phân họ Arctiinae, họ Erebidae.